# Speedo
Speedo è un marchio di abbigliamento per il nuoto sportivo creato nel 1914 da Alexander MacRae in Australia. La società ha la propria sede principale a Nottingham, in Inghilterra, e fa parte del gruppo Pentland Group.

## Storia
La compagnia viene fondata nel 1914 da Alexander MacRae, immigrato dalla Scozia in Australia nel 1910, con il nome McRae Hosiery Manufacturers per la produzione di calze. In seguito l'azienda viene ribattezzata MacRae Knitting Mills, nel tentativo di espandere la produzione anche ai costumi da bagno. Nel 1928 viene adottato il nome definitivo Speedo, in seguito allo sviluppo del primo costume per il nuoto agonistico.
Durante la seconda guerra mondiale, la produzione della Speedo viene quasi tutta spostata alla realizzazione di materiale da guerra, per poi tornare alla produzione consueta dopo la guerra e diventando una public company nel 1951. Nel 1955 la Speedo inizia ad utilizzare il nylon nei costumi da bagno, e durante le olimpiadi del 1956 a Melbourne vengono utilizzati per la prima volta i classici slip da bagno, il cui nome verrà universalmente associato a quello dell'azienda. Il costume verrà perfezionato nella sua forma attuale nel 1961 dallo stilista Peter Travis. Negli anni seguenti la compagnia si espande rapidamente, grazie soprattutto alla pubblicità portata dagli atleti che indossano i costumi Speedo ai giochi olimpici del 1968, del 1972, del 1976 e del 2008.
Durante gli anni settanta e ottanta, l'introduzione di nuovi materiali come la lycra rivoluziona la produzione dei costumi da bagno Speedo, che troverà il suo apice negli anni novanta con la realizzazione delle linee Aquablade e Fastskin, con le quali viene ridotto l'attrito del corpo con l'acqua ed aumenta la velocità. I designer Speedo hanno sviluppato i nuovi materiali, ispirandosi alle caratteristiche fisiche di vari animali marini come gli squali.

## Prodotti

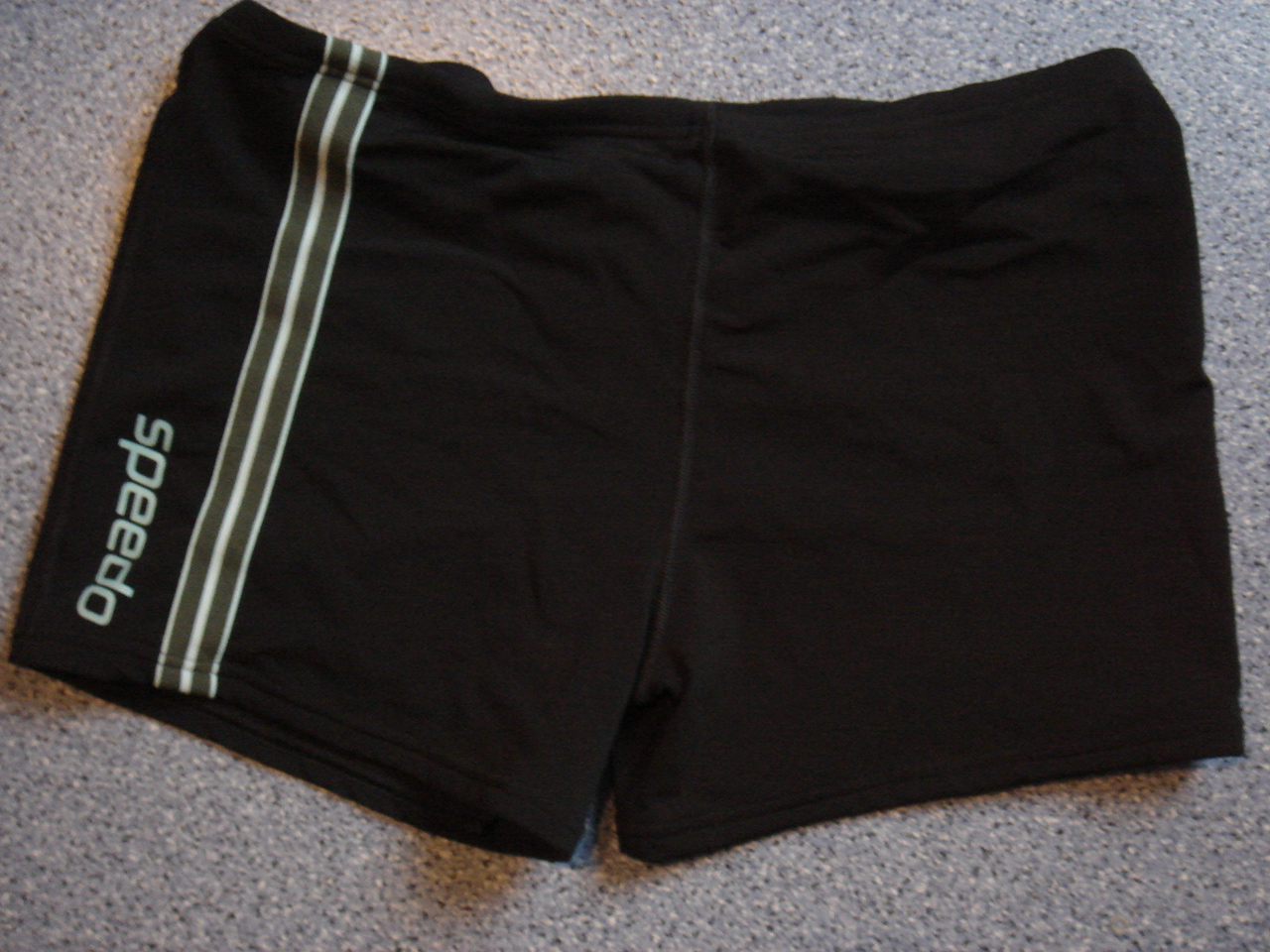
Parigamba Speedo.

Benché i prodotti tradizionali della Speedo come slip, boxer e racerback siano tuttora in produzione, l'azienda ha investito molto nella produzione di nuovi tecnologici costumi, come tute a corpo intero. Inoltre la Speedo realizza anche altre attrezzature sportive ed accessori come occhiali, tappi per orecchie, cuffie, asciugamani, accappatoi ed altri capi.
Nel 2008 è stato lanciato il costume LZR Racer, realizzato in un nuovo materiale, chiamato dall'azienda LZR Pulse e composto di un tessuto leggero con pannelli in poliuretano, per ridurre l'attrito. Questo costume è stato progettato insieme alla NASA ed all'istituto australiano per lo sport, e pubblicizzato come il più veloce costume agonistico..

## Testimonial
Fra gli atleti che sono stati sponsorizzati dalla Speedo, o che hanno posato come testimonial per l'azienda si possono citare Grant Hackett, Michael Klim, Megan Jendrick, Greg Louganis, Janet Evans, Liam Tancock, Michael Phelps, Lewis Gordon Pugh, Natalie Coughlin, Ryan Lochte, Ian Crocker, Amanda Beard, Dawn Fraser, Wu Peng, Kōsuke Kitajima, Elizabeth Beisel, Sun Yang e Filippo Magnini.